# 1829年4月3日日食
1829年4月3日日食为一次在协调世界时1829年4月3日出現的日全食。該次日食食分為1.0474，食甚維持4分5秒。

## 概述
這次日食的食分是1.0474，全食維持4分5秒。

## 基本參數
- 類型：日全食
- 食甚資料：
  - 日期：1829年4月3日
  - 時間：22時18分36秒
  - 地點：28S 143W
  - 食分：1.0474
  - 日全食持續時間：4分5秒

## 外部連結
- NASA日食專頁（页面存档备份，存于）（英文）